# Habrocestoides micans
Habrocestoides micans là một loài nhện trong họ Salticidae.
Loài này thuộc chi Habrocestoides. Habrocestoides micans được Dmitri Viktorovich Logunov miêu tả năm 1999.